# Beocja (Wielkopolska)

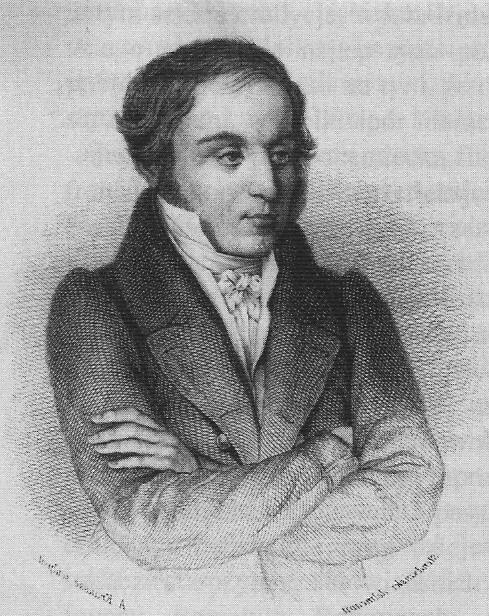
Kazimierz Brodziński – twórca pojęcia

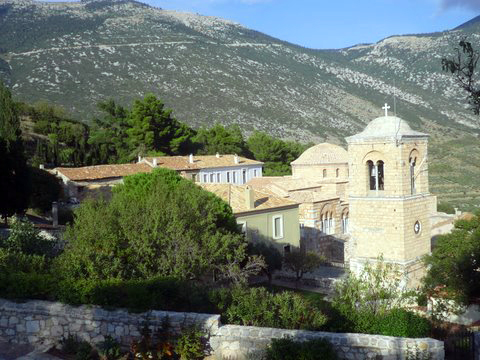
Grecka Beocja

Beocja – pogardliwe określenie Wielkopolski (pochodzące od greckiej Beocji), użyte przez poetę Kazimierza Brodzińskiego, a następnie dość powszechnie stosowane przez mieszkańców zaboru rosyjskiego i austriackiego jeszcze w okresie międzywojennym.

## Geneza stereotypu
Powyższy wartościujący wyraz oznaczać miał, że obywatele Wielkopolski myślą przede wszystkim o gospodarce, bogaceniu się, sprawach materialnych i uciechach kulturalno-rozrywkowych, w miejsce kultywowania ideałów walki za ojczyznę i chwalebnego cierpienia za nią. Powyższe, według historyka Przemysława Matusika, wynikało z odmiennego doświadczenia zaborczego w różnych częściach Polski, w tym z zasadniczych różnic między zaborem pruskim i rosyjskim. Na ziemiach wcielonych do Rosji wiele przejawów polskiej działalności kulturalnej i gospodarczej była w zasadzie zakazana (dopiero po 1905 reżim ten osłabł). Wielkopolanie mieli natomiast okazję przez cały okres zaboru kanalizować energię społeczną i przedsiębiorczość w organizacjach pozarządowych, które jednocześnie, w dużym stopniu, posiadały charakter patriotyczny i antyrządowy. Powielano nieustannie płynące z Zachodu wzorce nowoczesnego społeczeństwa, wyrażające się w aktywności licznych i różnorakich organizacji celowych. Według Matusika, Wielkopolanie, pozostający w mniejszości, a jednocześnie odmienni w formach działania patriotycznego i doświadczeniach zaborczych, byli z punktu widzenia Królestwa Kongresowego postrzegani przez kalkę niemieckości. W latach 40. XIX wieku widziano ich np. przez pryzmat Niemca-filozofa, co znalazło wyraz w kąśliwych wypowiedziach Mickiewicza i Słowackiego, gdy wspominali o „poznańskich Heglach” (heglizm był wówczas popularny w Poznaniu). Przy jednoczesnym braku uniwersytetu w stolicy Wielkopolski, uważano tutejsze środowisko za pozbawione intelektualnego blasku.

## Obalenie stereotypu

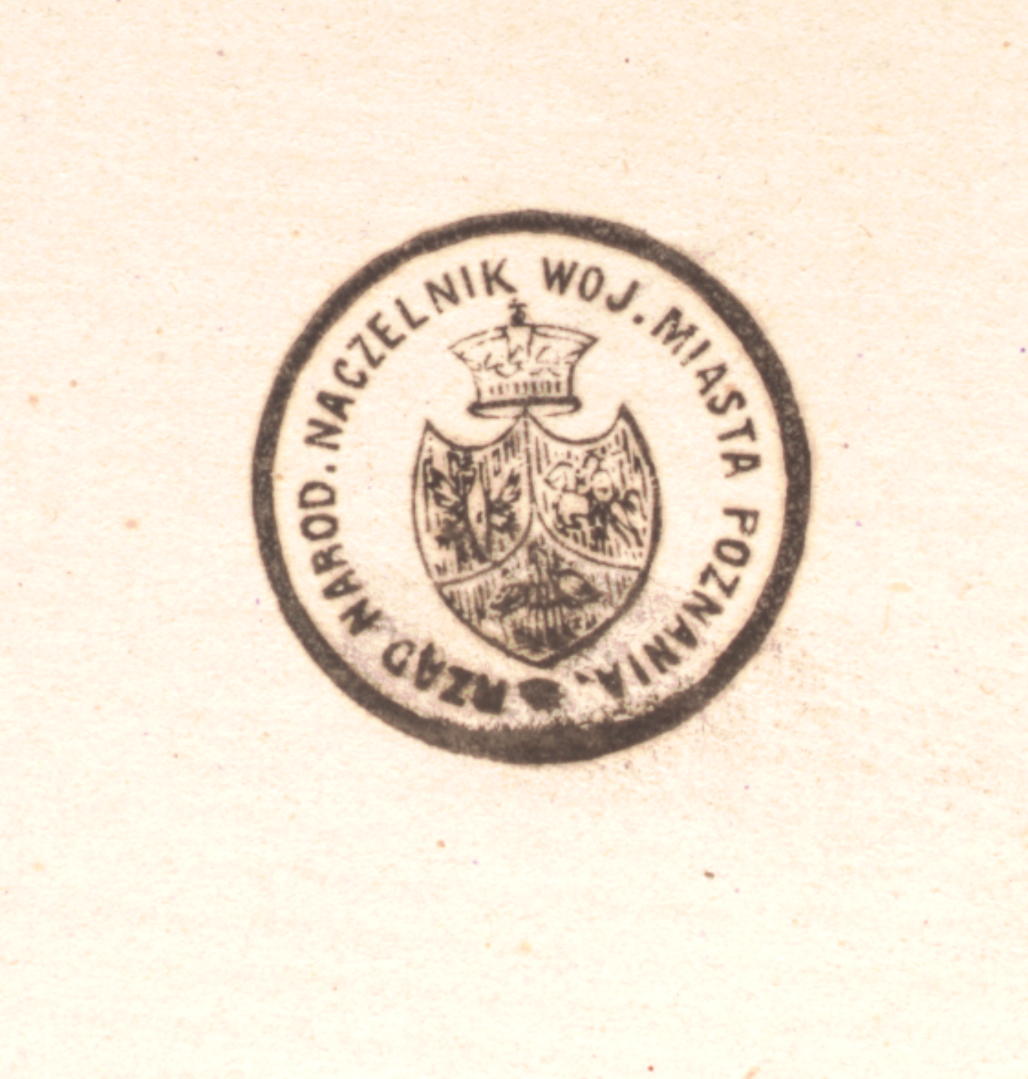
Pieczęć władz powstańczych miasta Poznania z okresu powstania styczniowego 1863

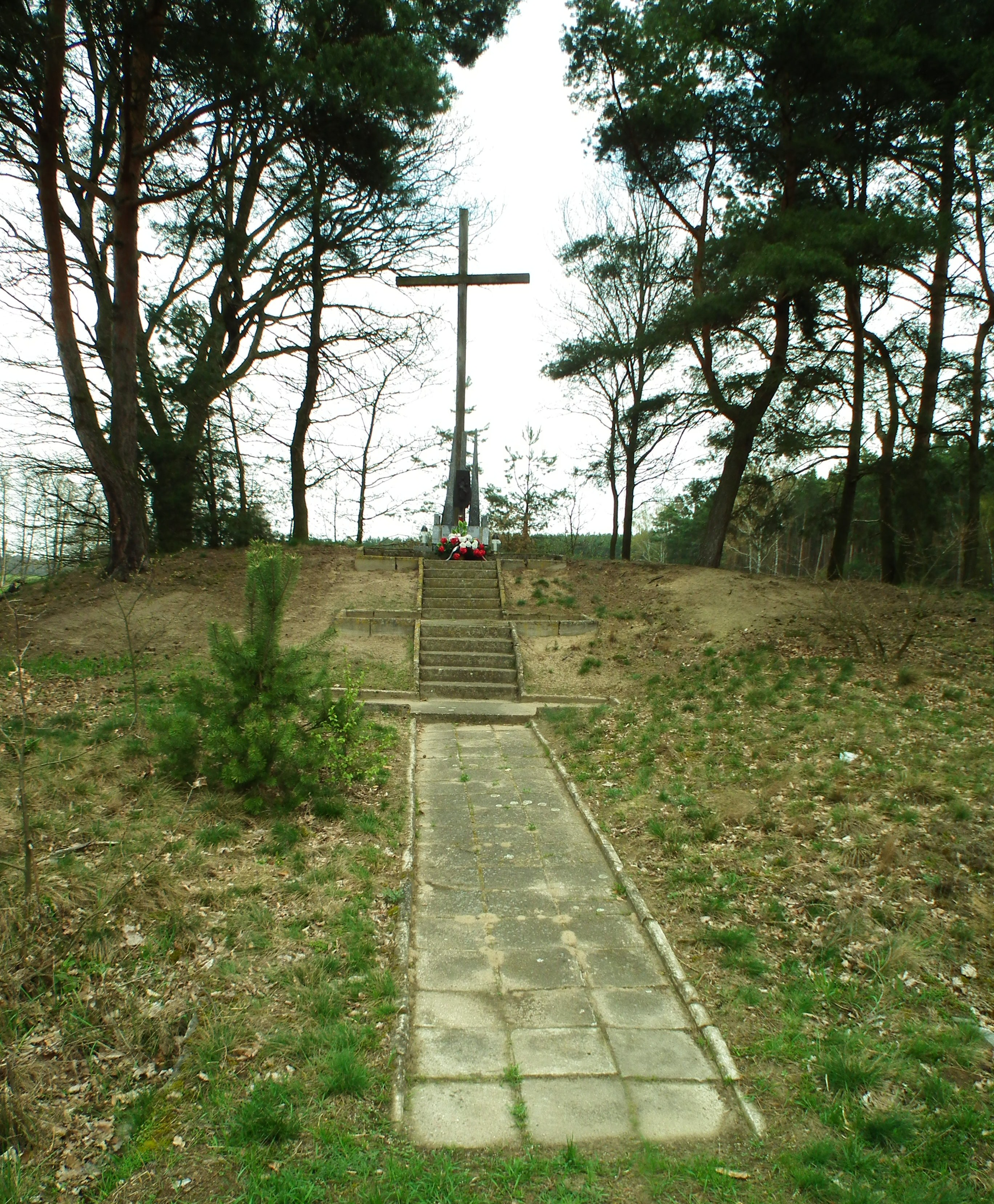
Mogiła ochotników wielkopolskich poległych w powstaniu styczniowym w Myszakowie

Stereotyp jest nieprawdziwy w świetle faktów historycznych. Na terenie Wielkopolski działało w okresie zaborów wiele organizacji niepodległościowych jak Związek Kosynierów, Narodowe Towarzystwo Patriotyczne, Komitet Narodowy Polski w Poznaniu, Liga Polska oraz innych. Wielkopolska była również miejscem wielu zrywów powstańczych mających na celu odzyskanie wolności po rozbiorach.
Pierwszy z nich miał miejsce w czasie insurekcji kościuszkowskiej, kiedy Wielkopolanie wzniecili w sierpniu 1794 roku powstanie wielkopolskie. Kolejne powstanie to zwycięskie powstanie w 1806, które bezpośrednio przyczyniło się do utworzenia Księstwa Warszawskiego . Następnie były dwa nieudane: powstanie wielkopolskie (1846) oraz wywołane w czasie Wiosny Ludów – powstanie wielkopolskie (1848) . Ostatnim z wielkopolskich powstań narodowych to zakończone sukcesem Powstanie wielkopolskie z roku 1918, które przyczyniło się do odzyskania przez Polskę niepodległości w kształcie II RP. Wcześniejsze powstania często nie były znane Polakom mieszkającym w zaborze rosyjskim lub zaborze austriackim ze względu na to, że Wielkopolska leżała w zaborze pruskim. Po ich stłumieniu wszelkie informacje na temat tych powstań podlegały pruskiej cenzurze.
Wielu Wielkopolan brało też udział we wszystkich polskich powstaniach narodowych, w tym np. zasłużony Pułk Jazdy Poznańskiej w powstaniu listopadowym . Wielkopolscy ochotnicy przybyli z zaboru pruskiego, aby wziąć udział w powstaniu styczniowym, pochowani zostali w mogile powstańców styczniowych w wielkopolskim Myszakowie. Mogiła jest grobem Wielkopolan poległych w bitwie z Rosjanami z 27 lutego 1863 roku.
W początku XX wieku literaci „Dziennika Poznańskiego” z zadowoleniem stwierdzali, że konieczność obrony Wielkopolski przed zarzutem „Beocji literackiej” trafia do przekonania coraz szerszej rzeszy czytelników. Stanisław Karwowski, odpowiadając na zarzuty warszawskiego publicysty Adolfa Nowaczyńskiego, stwierdzał, że prawdziwa kultura objawia się nie tylko w arcydziełach literatury lub sztuki, ale w poczuciu obowiązków obywatelskich, moralności, pracowitości i oświacie jak najszerszych kręgów społecznych – w tym zaś względzie, jego zdaniem żadna z dzielnic dawnej Rzeczypospolitej z Wielkopolską równać się nie mogła.
Bohdan Hulewicz, literat i powstaniec wielkopolski, uważał, że po zwycięstwie powstania 1918 roku i utworzeniu Uniwersytetu Poznańskiego, stereotypowi temu został zadany ostateczny kłam, gdyż okazało się, że Wielkopolanie nie tylko działają aktywnie w czasach pokoju i rozwoju gospodarczego, ale także potrafią skutecznie walczyć zbrojnie za ojczyznę. „Jeżeli chcemy już stwarzać analogie, porównujące poszczególne dzielnice Polski z krainami starej Grecji, to Wielkopolska jest raczej Spartą: twarda, nieustępliwa, patriotyczna, zdolna do ofiar, do walki na śmierć i życie. Równie ofiarna jak Warszawa, tylko roztropniejsza...” – pisał Hulewicz.

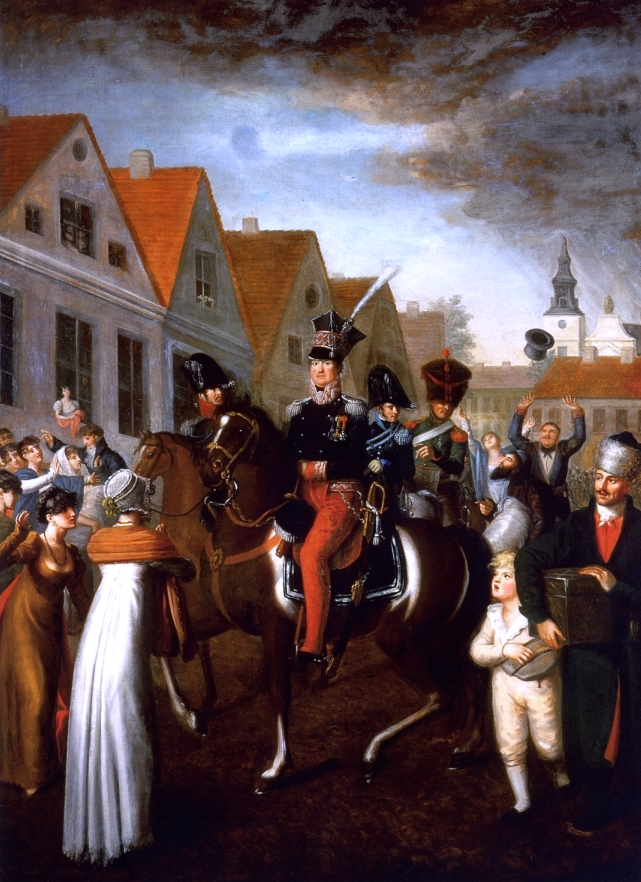
1806 „Wjazd Jana Henryka Dąbrowskiego do Poznania” pędzla Jana Gładysza
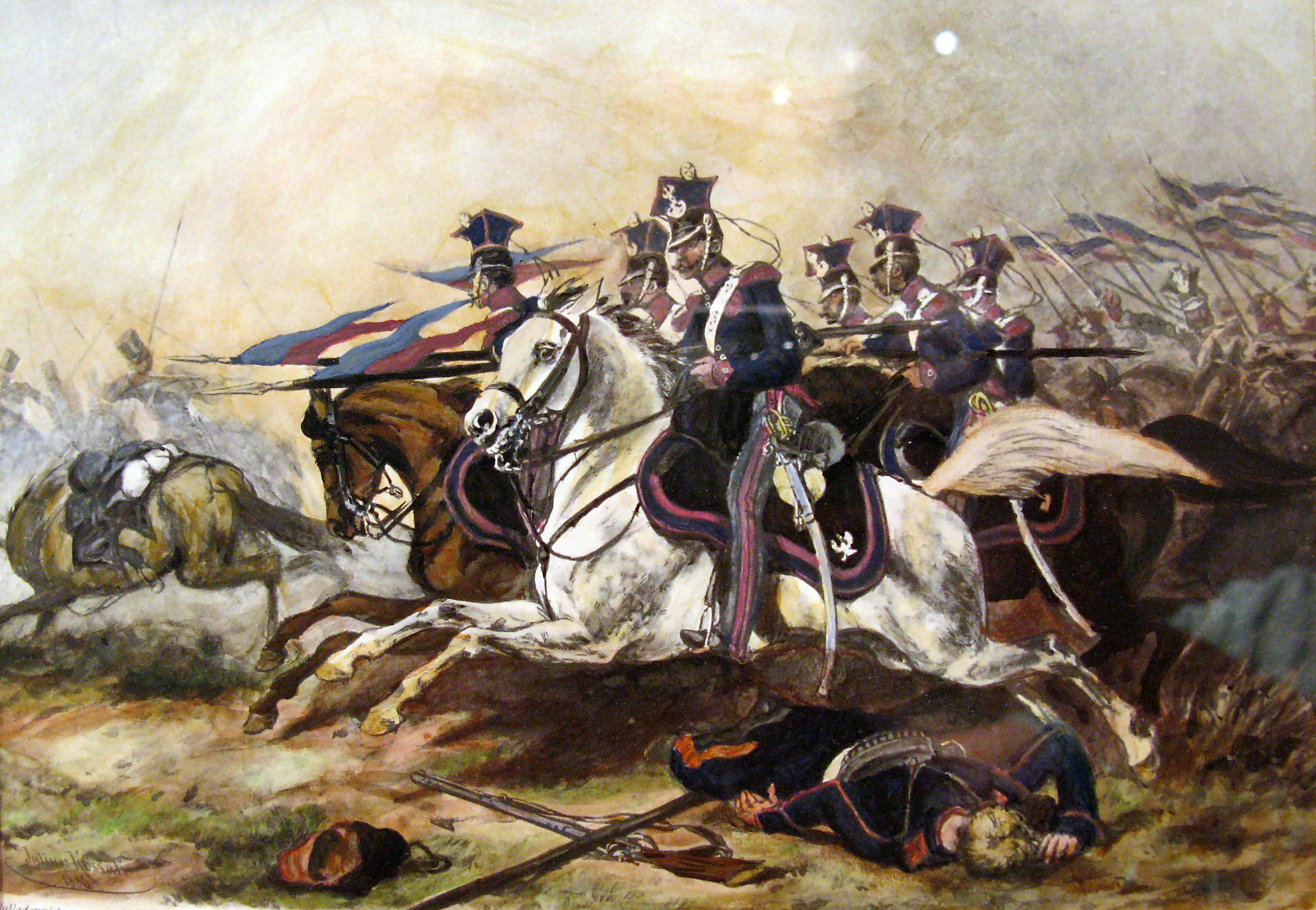
Juliusz Kossak, szarża Pułku Jazdy Poznańskiej w bitwie pod Rajgrodem 1831
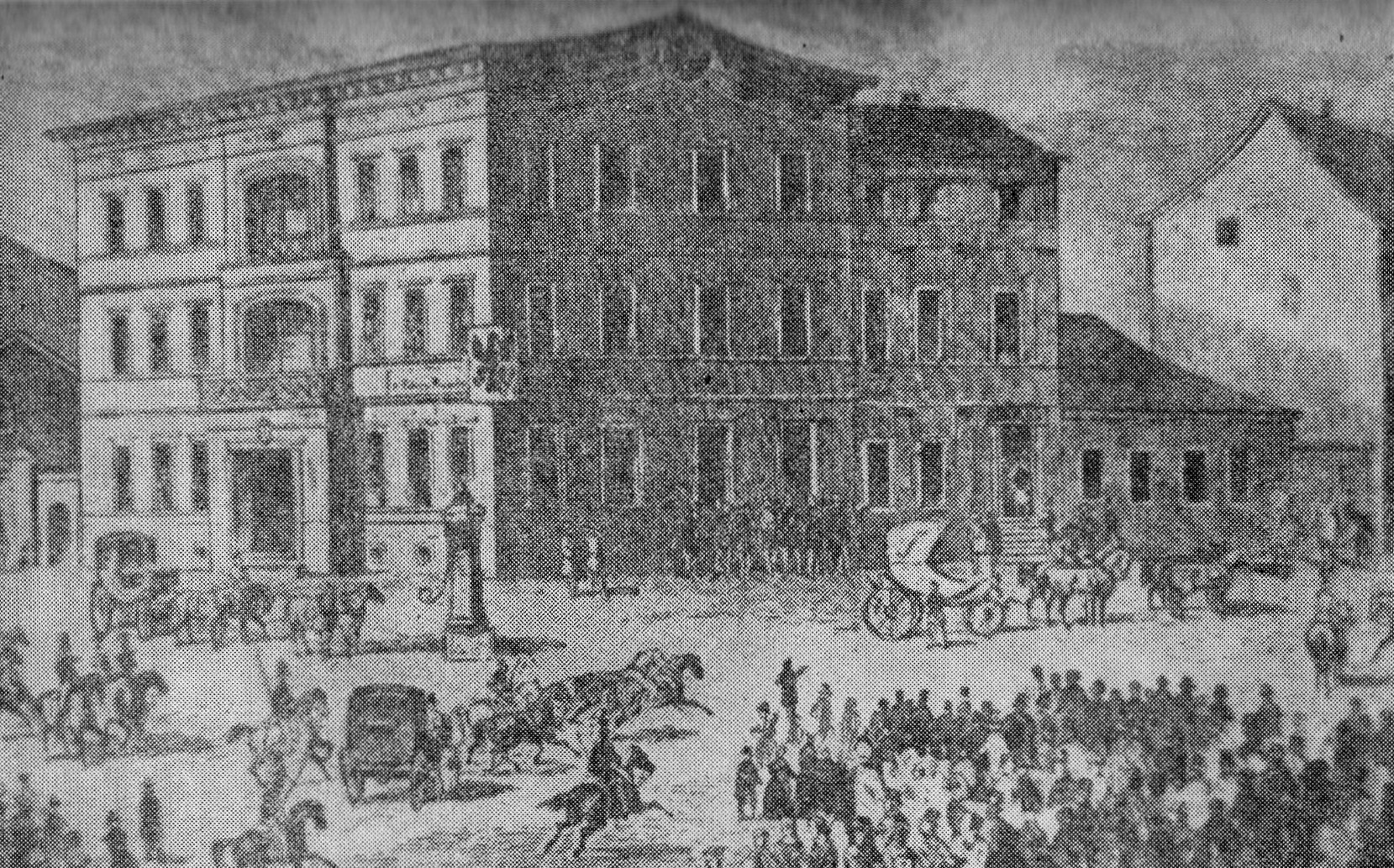
Aresztowanie polskich patriotów w Poznaniu 1846
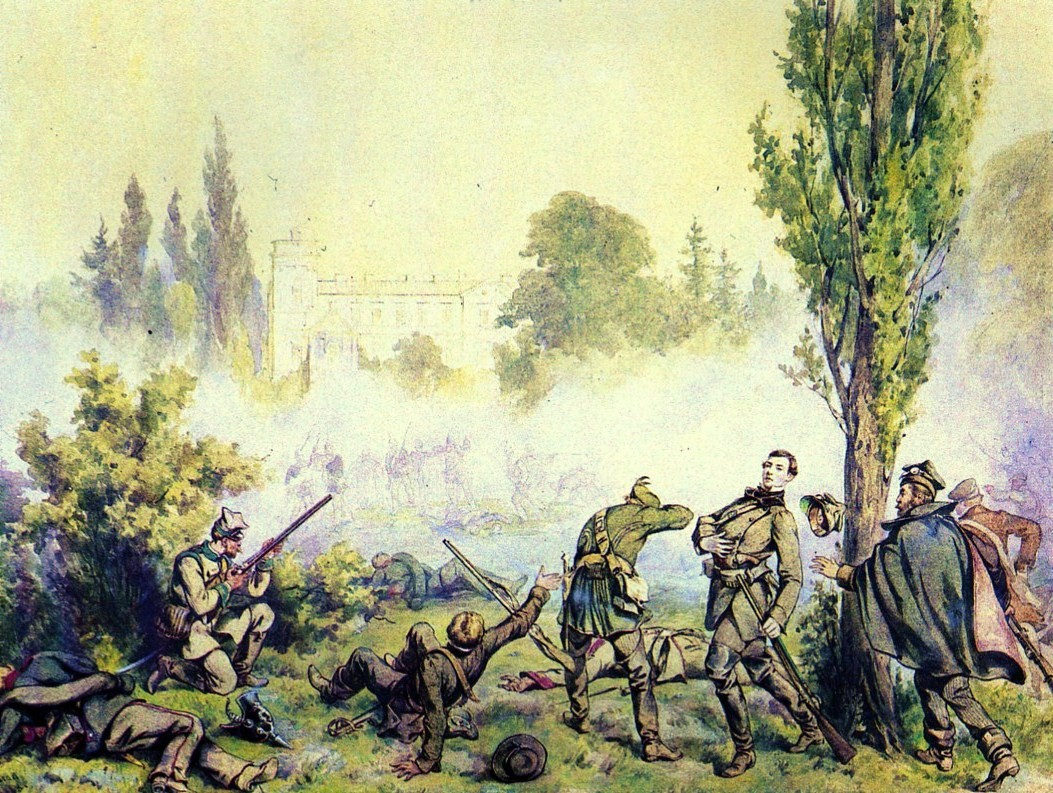
1848 Bitwa pod Miłosławiem – największe starcie zbrojne powstania wielkopolskiego pędzla Juliusza Kossaka
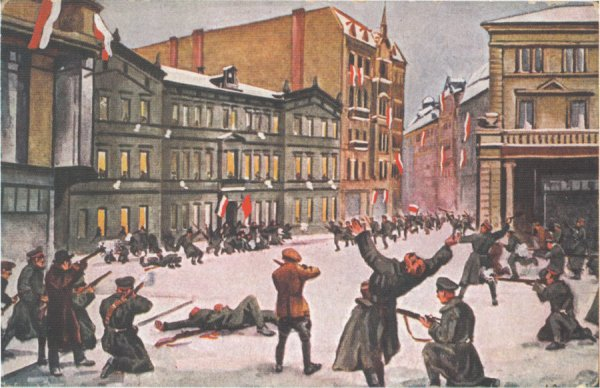
1918 Powstanie wielkopolskie – śmierć Franciszka Ratajczaka

## Nawiązania kulturalne
Do pojęcia Beocji nawiązuje rapowa grupa Slums Attack w utworze Poznańczyk, inspirowanym wypowiedzią Hulewicza (album Reedukacja z 2011).